# Bissolati Cremona
El Bissolati Cremona es un club polideportivo italiano con sede en la ciudad de Cremona.
Es destacable entre sus deportes la escuadra de waterpolo, ya que ha conseguido algún título nacional. Aunque también se practican en sus instalaciones: canoa, tenis y natación.

## Historia
El club fue creado en 1921 en la ciudad de Cremona y originariamente se llamó Associazione Sportiva Dilettantistica.
Jugadores de waterpolo importantes en sus filas han sido: Tony Azevedo,...
En la temporada 2008/09 debido a las dificultades económicas la Bissolati Cremona tuvo que renunciar a inscribirse en el campeonato italiano A1 siendo tomada su plaza por la SS Lazio.

## Palmarés de waterpolo
- 1 vez campeón de la copa de Italia de waterpolo masculino (2005)